# Astragalus longipetiolatus
Astragalus longipetiolatus är en tvåhjärtbladiga växtart som beskrevs av Popov. Astragalus longipetiolatus ingår i släktet vedlar, och familjen ärtväxter. Inga underarter finns listade i Catalogue of Life.